# FIBA Women's World League
FIBA Women's World League was een officiële basketbaltoernooi van FIBA. Het was de seizoensopening waarin de winnaars van alle confederaties van FIBA - Afrika, Azië, Australië en Oceanië, Noord-Amerika, Zuid-Amerika, Europa, en een team uit Rusland tegen elkaar speelden. Vanuit Noord-Amerika kwam team WNBA, bestaande uit sterke Amerikaanse basketballers die in het najaar een contracten ondertekende met Europese clubs.

## Winnaars
| Jaar    | Plaats          | Winnaar         | Uitslag | Tegenstander        |                                     | 3e      | Uitslag             | 4e |
| ------- | --------------- | --------------- | ------- | ------------------- | ----------------------------------- | ------- | ------------------- | -- |
| 2003    | Samara          | VBM-SGAU Samara | 72 - 68 | Team van WNBA-clubs | UMMC Jekaterinenburg                | 70 - 64 | USV Olympic         |    |
| 2004    | Sint-Petersburg | VBM-SGAU Samara | 83 - 67 | Lotos Gdynia        | Baltiejskaja Zvezda Sint-Petersburg | 84 - 69 | Dandenong Rangers   |    |
| 2005    | Samara          | VBM-SGAU Samara | 71 - 60 | Gambrinus Brno      | BC Havana                           | 68 - 63 | Team van WCAA-clubs |    |
| 2006/07 | Samara          | CSKA Samara     | 77 - 65 | Team van WNBA-clubs | UMMC Jekaterinenburg                | 91 - 69 | BC Beijing          |    |